# Zhao Yuanren
Zhao Yuanren (chiń. upr. 赵元任; pinyin Zhào Yuánrèn, znany również jako Yuen Ren Chao, zgodnie z zasadami angielskiego zapisu transkrypcyjnego; ur. 3 listopada 1892 w Tiencinie, zm. 25 lutego 1982 w Cambridge) – chiński językoznawca, pisarz oraz kompozytor.
Znany głównie z opracowania transkrypcji języka mandaryńskiego Gwoyeu Romatzyh oraz pięciostopniowej skali używanej do oznaczania wysokości tonów w językach świata. Zajmował się głównie badaniem fonologii oraz gramatyki języka chińskiego. Często określany mianem „ojca współczesnego chińskiego językoznawstwa”.

## Życiorys
Rodzina Zhao Yuanrena pochodziła z miasta Changzhou. Ojciec był urzędnikiem państwowym, matka – artystką. Zhao Yuanren od najmłodszych lat wykazywał talent muzyczny oraz językowy. Posiadał szczególną łatwość w uczeniu się dialektów języka chińskiego. Z powodzeniem uczył się również języków europejskich (angielski, niemiecki, francuski i łaciński). Później stał się poliglotą władającym w różnym stopniu trzydziestoma trzema językami (m.in. kilkoma dialektami chińskiego, angielskim, niemieckim, francuskim, hiszpańskim i japońskim).
W 1910 roku wyjechał do Stanów Zjednoczonych w ramach stypendium, aby studiować na Cornell University. W 1914 roku uzyskał tamże stopień bakałarza matematyki oraz magistra filozofii. Następnie studiował na Harvard University, otrzymując w 1918 roku stopień naukowy doktora filozofii. Zhao był także osobistym tłumaczem Bertranda Russella podczas jego wizyty w Chinach 1920 roku. Zhao wykładał w tym czasie chwilowo na Uniwersytecie Tsinghua w Pekinie. W 1921 roku Zhao wyjechał z powrotem do USA, aby nauczać na Harvard University. W 1925 roku ponownie wrócił do Chin, aby wykładać na Uniwersytecie Tsinghua. W 1938 roku Zhao wyjechał na stałe do USA. W 1945 roku objął funkcję prezydenta stowarzyszenia Linguistic Society of America. W 1954 roku przyjął obywatelstwo amerykańskie. W latach 1947–1960 wykładał na University of California w Berkeley. W 1973 roku na zaproszenie rządu chińskiego pojechał do Pekinu, gdzie spotkał się m.in. z ówczesnym premierem Zhou Enlaiem. Ponownie do Chin wyjechał raz jeszcze w 1981 roku, przebywając tam na przełomie maja i czerwca.

## Działalność naukowa
Zhao Yuanren opracował transkrypcję języka mandaryńskiego Gwoyeu Romatzyh, a także pięciostopniową skalę do oznaczania wysokości tonów w językach świata. Prowadził badania nad fonologią i gramatyką języka chińskiego.
W 1921 roku udzielił swojego głosu do nagrania wzoru wymowy standardowego języka mandaryńskiego, zatwierdzonego przez ówczesną chińską „Komisję ds. Ujednolicenia Wymowy Języka Państwowego” (chiń. 读音统一会; Duyin Tongyihui). Opracował system Tongzi (通字; ang. General Chinese), umożliwiający zapis – pismem łacińskim – wymowy znaków chińskich w różnych dialektach języka chińskiego oraz w językach ich używających (np. koreański, japoński). Często określany mianem „ojca współczesnego chińskiego językoznawstwa”.

## Działalność artystyczna
Zhao Yuanren skomponował kilka piosenek oraz pierwszy w historii utwór fortepianowy napisany przez Chińczyka, Heping Jinxing Qu (和平进行曲). W 1926 roku napisał melodię do wiersza Liu Bannonga pt. Jiào wǒ rúhé bù xiǎng tā (教我如何不想她; pol. Powiedz, jak mam ją zapomnieć). Piosenka ta stała się później przebojem w całych Chinach na początku lat 30. XX wieku.
Sam Zhao również był poetą, napisał m.in. poemat pt. „O Shi Shi, który jadał lwy” używając w nim jedynie słowa „shi” w różnych tonach.
Zajmował się także tłumaczeniami powieści z języka angielskiego na język chiński. Z bardziej znanych dzieł przetłumaczył między innymi „Alicję w Krainie Czarów” oraz „Jabberwocky” autorstwa Lewisa Carrolla.

## Życie prywatne
W 1920 roku ożenił się z chińską lekarką Yang Buwei (楊步偉; ur. 1889, zm. 1981), z którą miał cztery córki.